# モーニン
『モーニン』（英語: Moanin' ）は、ジャズ・ドラマーのアート・ブレイキーが1958年に発表したアルバム、およびその1曲目に収録されているボビー・ティモンズが作曲した楽曲。同アルバムはブルーノートのアルバムの中でも人気の高い「4000番台シリーズ」の一つで、レコード番号は4003である。

## 概要
ブレイキー率いるジャズ・メッセンジャーズはメンバー・チェンジが多かったが、本作で鍵となったのは、新加入したサックス奏者のベニー・ゴルソン。メンバーの人選を行ったり、大半の楽曲を作るという、音楽監督の役割を果たした。ゴルソンが作った「ドラム・サンダー組曲」は、タイトル通り、ブレイキーのドラムを前面に押し出した曲。
タイトルトラックの「モーニン」のみ、ピアニストのボビー・ティモンズ作曲。ゴスペルのコール・アンド・レスポンスに影響を受けたイントロを持ち、ファンキー・ジャズというジャンルを代表する曲とされる。ティモンズは牧師の息子で、幼い頃からゴスペルに親しんでいたことから着想したという。この曲は、1961年1月に行われたジャズ・メッセンジャーズの初来日公演でも演奏され、日本のジャズ・ファンに鮮烈な印象を与えることになるが、曲自体は1960年1月発売の『サンジェルマンのジャズ・メッセンジャーズ』の収録曲として既に日本でも広く知られており、油井正一によれば「メッセンジャーズの来日が近づいた一九六〇年秋には蕎麦屋の出前持ちが〈モーニン〉を口笛で吹くようになっていた」という。その後もこの楽曲の人気は不滅で、1990年には三菱・ランサーの15秒CMにも「モーニン」が起用されている。演奏はデビッド・マシューズがニューヨークの超一流ミュージシャンを集めて結成した「マンハッタン・ジャズ・オーケストラ」。また、作曲者のティモンズも、自分のアルバム『ジス・ヒア』で再演した。さらに2006年4月に放送を開始したNHKの教養番組「美の壺」でもテーマ曲に使用されている。

## 収録曲

### アナログA面
1. モーニン - Moanin'（Bobby Timmons）
2. アー・ユー・リアル - Are You Real（Benny Golson）
3. アロング・ケイム・ベティ - Along Came Betty（B. Golson）

### アナログB面
1. ドラム・サンダー組曲 - The Drum Thunder Suite（B. Golson）
2. ブルース・マーチ - Blues March（B. Golson）
3. カム・レイン・オア・カム・シャイン - Come Rain Or Come Shine（Johnny Mercer, Harold Arlen）

## 演奏メンバー
- アート・ブレイキー - ドラム
- ベニー・ゴルソン - テナー・サックス
- リー・モーガン - トランペット
- ボビー・ティモンズ - ピアノ
- ジミー・メリット（英語版） - ベース

## カヴァーしたアーティスト
- ザ・ピーナッツ
- TRI4TH - アルバム「Turn On The Light」収録。